# Dvärgfalknattskärra
Ej att förväxla med dvärgnattskärra.
Dvärgfalknattskärra (Chordeiles pusillus) är en fågel i familjen nattskärror.

## Utbredning och systematik
Dvärgfalknattskärra delas in i sex underarter:
- C. p. pusillus -– förekommer i östra Brasilien (Tocantins, Bahia och Goiás)
- C. p. septentrionalis – förekommer från östra Colombia till södra Venezuela, Guyanaregionen och angränsande Brasilien
- C. p. esmeraldae – förekommer från sydöstra Colombia till södra Venezuela och nordvästligaste Brasilien
- C. p. xerophilus – förekommer i nordostligaste Brasilien (Paraíba och Pernambuco)
- C. p. novaesi – förekommer i nordöstra Brasilien (Maranhão och Piauí)
- C. p. saturatus – förekommer i ostligaste Bolivia och västra centrala Brasilien

## Status
Arten har ett stort utbredningsområde och beståndet anses stabilt. Internationella naturvårdsunionen IUCN listar den därför som livskraftig (LC).